# Sabulodes sericeata
Sabulodes sericeata là một loài bướm đêm trong họ Geometridae.